# 조선민주주의인민공화국 국토환경보호성
국토환경보호성(國土環境保護省)은 조선민주주의인민공화국 내각 중앙 행정기관으로, 환경오염과 대기, 수질에 대한 사무를 관장하는 중앙행정기관이다. 1972년 10월 기존 도시경영성과 건설부 내에 설치된 환경위원회의 기능을 강화하여 2000년 도시경영 및 국토환경보호성으로 개편되었으며, 2002년 도시경영 및 국토환경보호성에서 분리되었다.

## 연혁
- 1948년 9월 2일 건설성 내 환경국으로 설치
- 환경보호처로 승격
- 1998년 9월 국토환경보호성 폐지
- 1999년 3월 국토환경보호성 설치
- 국토환경보호성 폐지
- 2002년 9월 국토환경보호성 설치

## 산하 조직
- 국토환경국
- 농업환경국
- 수질조사위원회
- 지질조사위원회
- 공기보전위원회

## 역대 상
- 장일선 : 2002년 9월 ~ 2009년 4월
- 박송남 : 2009년 4월 9일 ~ 2009년 11월
- 김창룡 : 2009년 11월 ~ 2013년 4월
- 김경준 : 2013년 4월 ~ 2021년
- 김성준 : 2021년 ~ 2023년
- 전철수: 2023년~

## 같이 보기
- 도시경영성
- 도시경영 및 국토환경보호성
- 건설성